# 末信牛島站
末信牛島站（日语：／ Suenobu-ushijima eki */?）是位於石川縣能美郡寺井町末信（現時：能美市末信町），北陸鐵道能美線的鐵路車站（廢站）。

## 歷史
- 1925年（大正14年）
  - 3月21日：能美電氣鐵道末信站（日语：／）啟用[1][2]。
  - 10月：設置側線[2]。
- 1937年（昭和12年）10月1日前[注 1]：改名為末信牛島站[2]。
- 1939年（昭和14年）8月1日：金澤電氣軌道收購合併能美電氣鐵道[3]。
- 1941年（昭和16年）8月1日：北陸合同電氣（現時：北陸電力）合併金澤電氣軌道。
- 1943年（昭和18年）10月13日：在轉讓業務下，成為北陸鐵道能美線車站。
- 1958年（昭和33年）10月17日：撤走貨物側線[2]。
- 1980年（昭和55年）9月14日：能美線全線廢除，此站也被廢除[1]。

## 車站構造
此站是地面車站，設有1面1線的單式月台。在太平洋戰爭期間，此站處理的貨物包括乾電池原材料等軍用物資，這些原材料會運往附近加工工場。在設有貨物側線的時代，附近設有農協倉庫。

## 現狀
廢線遺址建設了名為「健康道路」的道路。車站遺址處沒有設立石碑或留下任何車站遺跡。

## 相鄰車站
北陸鐵道
能美線
加賀佐野－末信牛島－本寺井

## 注腳

## 相關項目
- 日本鐵路車站列表 Su